# Schach ohne Grenzen
Schach ohne Grenzen – austriacki klub szachowy z siedzibą w Kufstein.

## Historia
Klub został założony w 2012 roku. W 2019 roku klub zdobył wicemistrzostwo Austrii kobiet, zaś w sezonach 2019/2020 i 2023/2024 zajął trzecie miejsce. W 2022 roku klub awansował do męskiej Bundesligi. W 2022 roku klub uczestniczył w rozgrywkach Pucharu Europy, odnosząc zwycięstwa z LSG 2, Vammalan Shakkikerho, De Sprénger Echternach i Kfar Saba Chess Club, a przegrywając z Asnières – Le Grand Échiquier, Offerspill SK, Göktürk Satranç SK; w klasyfikacji końcowej austriacki zespół zajął 20. miejsce. W sezonie 2022/2023 zespół uzyskał ósme miejsce w Bundeslidze. W następnym sezonie klub zajął przedostatnie, jedenaste miejsce w lidze.

## Arcymistrzowie w historii klubu
- Marco Baldauf[9]
- Arik Braun[10]
- Cyril Marcelin[9]
- Michael Prusikin[10]